# Tuerta hemicycla
Tuerta hemicycla là một loài bướm đêm trong họ Noctuidae.